# Limba ligbi
Limba ligbi (sau Ligby) este o limbă mande vorbită de tribul omonim în Ghana, în colțul de nord-vest al regiunii Brong-Ahafo. Ligbi este vorbită de aproximativ 10.000 de vorbitori (1988 GILLBT / SIL). Este destul de strâns înrudită cu Jula, Vai și Kono. A fost raportat că o populație mică de vorbitori ligbi (aproximativ 4.000) trăiește în Coasta de Fildeș (Vanderaa 1991). Ligbi este cunoscută și ca Wela (Hwela) sau Numu. Acesta din urmă se referă la o subsecțiune a poporului ligbi; Numu înseamnă „fierar” în limba dyula.  
Zona vorbitoare de ligbi din Ghana este mărginită spre vest de Nafaanra, limba Senufo a poporului Nafana. Poporul ligbi a ajuns în zona Begho (Bighu), un vechi oraș comercial de pe râul Tain, în Ghana, la începutul secolului 17 înainte de Nafana.
Limba ligbi are șapte vocale orale și șapte vocale nazale. Este un limbaj tonal cu două tonuri de nivel, înalt și jos. Silabele sunt de forma (C1)V(C2) sau N (o consoană nazală), în cazul în care CV-ul este cel mai frecvent tip de silabă. C1 poate fi oricare dintre consoane, în timp ce poziția opțională C2 poate avea doar nazale omorganice cu următoarele consoane, de exemplu, gbám mádáánè "nouă case", gbán táà "zece case". V (o vocală) apare singură la începutul cuvântului doar în pronumele personal, unele cuvinte de împrumut și nume, de exemplu, á jádɛ̀ „noi am venit”. 